# Doxocopa laura
Doxocopa laura är en fjärilsart som beskrevs av Jacob Hübner 1816. Doxocopa laura ingår i släktet Doxocopa och familjen praktfjärilar. Inga underarter finns listade i Catalogue of Life.